# 托尔·海尔达尔
托尔·海尔达尔（挪威語：Thor Heyerdahl，發音：[tuːr ˈhæ̀ɪəɖɑːɫ]，1914年10月6日—2002年4月18日），生於挪威拉尔维克，人类学者、海洋生物学者、探险家。他因为乘坐一个仿古的木筏康提基号，从秘鲁卡亚俄港到南太平洋图阿莫图島的4,300 nmi（8,000 km）的航海而聞名一时。

## 生平
就讀於奥斯陆大学時，在生物科學學院中主修博物學與地理學。

## 康提基号
在康提基号（取自Apu Inti，印加帝国太阳神的别名）的遠征中，海尔达尔和他的团队在南美用筏木和其它当地的材料来建造木筏。康提基号是按征服了印加的西班牙人所描绘的图纸来复原制作的。康提基号于1947年4月28日出航，102天后的1947年8月7日在图阿莫图群島登陆。他们模拟太阳神康提基因为战败而从的的喀喀湖逃离而向西方的一次远征，来证明他的一个理论：太平洋中的波利尼西亚群岛的第一批居民是5世纪从南美洲的秘鲁漂洋向西而来的。
由拖曳船拖出洪堡海流以后，他们所使用的唯一的现代技术就只有无线电。食品方面是分成两组，一组是完全古代秘鲁人的食品，主要是薯干及肉干。另一组验证支援此次行动的美军开发的军需品。新鲜的鱼则从海中捕捞，食水以中通的竹管贮存，并系于筏边自然冷却，途中补充雨水。此行他们经历了很多奇妙的与大自然的亲密接触经历。后来他将自己的航行故事著书出版，描写了他们的航海历险的长篇纪实小说后来被拍成了电影『Kon-Tiki』，并于1951年获得奥斯卡长篇纪实电影奖。此书的中文版名为《孤筏重洋》。
一般认为这次航海证明了从南美到波利尼西亚的移民在技术上并非不可能。但是，南美洲的太平洋一侧有名为洪堡海流的强劲海流，没有多大航行能力的木筏要越过洪堡海流而赶上吹往波利尼西亚的贸易风是非常困难的。实际上康提基号是由军舰拖曳到越过了洪堡海流的海域，离陆地约80公里才开始的飘流试验，从实验航海的角度来说价值并不算高。
几乎所有的研究者（包括人类学者、考古学者、历史学者、遗传学者等）从考古学、语言学、自然人类学、文化人类学以及遗传基因分析的结果而得出的结论是，人类对波利尼西亚的殖民是先从东南亚的岛屿部开始，然后美拉尼西亚、西波利尼西亚、東波利尼西亚这样的顺序来进行的。
也有一种见解认为，在哥伦布之前，大洋洲一带已经有了中南美原产的甘薯被栽培了，而南美对波利尼西亚方面的文化的影响几乎没有。不论如何，多数的研究者认为这是波利尼西亚人用他们发明的具有航行能力的航海独木舟而带来的。
另外，加州大学柏克莱分校的语言学者从北美原住民的Chumash族和波利尼西亚系语言的词汇比较，还有出土无论文物的碳测年来比较的结果，指出波利尼西亚人和北美先原住民的文化接触的可能性的论文投稿在《Current Anthropology》杂志和《American Antiquity》杂志，两个杂志的编辑都意见分岐，最终由《American Antiquity》杂志发表于2005年7月号。
但是，海尔达尔的功绩就连主张波利尼西亚人的东南亚起源说的学者们都非常尊敬。2002年4月18日，海尔达尔逝世，享年87岁。在托尔·海尔达尔乘木筏横穿太平洋的壮举过去约60年之后，有他孙子参加的一支6人挪威探险队以托尔·海尔达尔为榜样，准备重复那次壮举。 他的孙子奥拉夫·海尔达尔说：“我感觉我们已经做好思想准备，大家非常渴望早点儿放木筏下海。”他们已于2006年4月28日出发，这一次的木筏的名字叫：Tangaroa号。

## 冥誕
2014年10月6日，谷歌在首頁為其慶祝第100個生日。

## 新闻
孤筏横渡太平洋 重温60年前探险路 （页面存档备份，存于）